# Skrewdriver
Skrewdriver (estilización del término inglés screwdriver, 'destornillador') fue una banda británica de RAC formada en 1976 en Poulton-le-Fylde, Lancashire, por Ian Stuart Donaldson. Se inició como una banda punk y oi!, sin temática racista o fascista, muy influyente para las posteriores bandas de este último estilo. Su formación original se separó en enero de 1979, y Donaldson reformó la banda con diferentes músicos en 1982, con un concepto supremacista blanco. Esta nueva versión de la banda desempeñó un papel destacado en el movimiento Rock Against Communism.
En la primera época, la banda publicó un par de sencillos y su primer álbum, llamado All Skrewed Up, en 1977. En esta época, las letras de Skrewdriver apenas tenían contenido político explícito y en ningún caso de signo ultraderechista. Algunas canciones que se destacan en este disco son: I Don't Like You, An-ti-so-ci-al y Backstreets Kids. 
El Frente Nacional del Reino Unido captó a muchos skinheads y punks (estos en menor medida) a la extrema derecha, incluyendo a Ian Stuart. Stuart fue cofundador de la organización neonazi Blood & Honour. Donaldson murió el 24 de septiembre de 1993 en un accidente de tráfico a los 36 años.
Mervyn Shields, uno de los bajistas de la banda falleció el 27 de enero de 2022 a los 59 años a causa de complicaciones derivadas del COVID-19.

## Discografía
Estudio
- All Skrewed Up (1977)
- Hail the New Dawn (1984)
- Blood & Honour (1985)
- White Rider (1987)
- After the Fire (1988)
- Warlord (1989)
- The Strong Survive (1990)
- Freedom What Freedom (1992)
- Hail Victory (1994)
- Undercover (2007)

## Miembros

### Originales
- Ian Stuart Donaldson - Voz
- Phil Walmsley - Guitarra
- Ron Hartley - Guitarra
- Kev McKay - Bajo
- John "Grinny" Grinton - batería

### Otros miembros
- Glen Jones
- Martin Cross
- Mark French
- Geoff Williams
- Mark Neeson
- Mark Sutherland
- Adam Douglas
- Murray Holmes
- Paul Swain
- John Burnley
- Mushy
- Mark Radcliffe
- Mervyn "Merv" Shields